# Unione Sportiva Avellino 1962-1963
Questa voce raccoglie le informazioni riguardanti l'Unione Sportiva Avellino nelle competizioni ufficiali della stagione 1962-1963.

## Rosa
| N. |                   | Ruolo | Calciatore\|                      |
| -- | ----------------- | ----- | --------------------------------- |
|    | Italia (bandiera) | P     | Mario Argenio                     |
|    | Italia (bandiera) | P     | Cosimo Malacari                   |
|    | Italia (bandiera) | P     | Tagliaferri                       |
|    | Italia (bandiera) | D     | Germano Da Dalto                  |
|    | Italia (bandiera) | D     | Luigi De Falco                    |
|    | Italia (bandiera) | D     | Elio Grappone (capitano)          |
|    | Italia (bandiera) | D     | Francesco Lucchetti               |
|    | Italia (bandiera) | D     | Stefanutti                        |
|    | Italia (bandiera) | C     | Baldassarri                       |
|    | Italia (bandiera) | C     | Ubaldo Bancaro                    |
|    | Italia (bandiera) | C     | Alberto Bazzarini (vice capitano) |
|    | Italia (bandiera) | C     | Renato Belloni                    |
|    | Italia (bandiera) | C     | Mario Navone                      |

| N. |                   | Ruolo | Calciatore            |
| -- | ----------------- | ----- | --------------------- |
|    | Italia (bandiera) | C     | Antonio Tenaglia      |
|    | Italia (bandiera) | A     | Giuseppe Bianco       |
|    | Italia (bandiera) | A     | Carmine Buonpensiero  |
|    | Italia (bandiera) | A     | Fulvio Carbone        |
|    | Italia (bandiera) | A     | Giovanni Console      |
|    | Italia (bandiera) | A     | Ferdinando Del Gaudio |
|    | Italia (bandiera) | A     | Giuseppe Montelli     |
|    | Italia (bandiera) | A     | Carlo Orlandi         |
|    | Italia (bandiera) | A     | Corrado Perli         |
|    | Italia (bandiera) | A     | Giuseppe Stanco       |
|    | Italia (bandiera) | A     | Antonio Stornaiuolo   |
|    | Italia (bandiera) | A     | Carmine Tascone       |